# Samuel Gilbert
Samuel Gilbert (* in Los Angeles, Kalifornien) ist ein US-amerikanischer Schauspieler und Kameramann.

## Leben
Gilbert begann ab 2012 Episodenrollen in verschiedenen US-amerikanischen Fernsehserien wie The Middle, Wendell & Vinnie oder Karate-Chaoten zu übernehmen. Von 2013 bis 2016 war er in der Fernsehserie New Girl in der Rolle des Young Schmidt zu sehen. Nebenrollen übernahm er 2015 in Larry Gaye – völlig abgehoben! und 2017 in Actors Anonymous. Größere Rollen hatte er 2016 in Superkids und 2017 in The Babysitter inne.
Ab 2019 versetzte er seinen Schwerpunkt auf Aufgaben hinter der Kamera. Er gilt als der jüngste Arri-zertifizierte Kameramann, ist Nutzer der Alexa- und Amira-Kamerasysteme und ein studentisches Mitglied der Society of Camera Operators. 2019 erschien der Kurzfilm Trap, wo er für die Kameraführung verantwortlich war. 2020 erschien der Spielfilm To the Beat!: Back 2 School, wo er in selber Funktion tätig war. Er befindet sich in Dreharbeiten zu drei weiteren Kurzfilmen.

## Filmografie

### Schauspieler
- 2012: The Middle (Fernsehserie, Episode 4x09)
- 2013: Conan (Fernsehserie, Episode 3x27)
- 2013: Wendell & Vinnie (Fernsehserie, Episode 1x03)
- 2013: Karate-Chaoten (Kickin' It) (Fernsehserie, Episode 3x15)
- 2013–2016: New Girl (Fernsehserie, 2 Episoden)
- 2014: See Dad Run (Fernsehserie, 6 Episoden)
- 2014: Killing Happy (Kurzfilm)
- 2014: About a Boy (Fernsehserie, Episode 2x02)
- 2015: The Middle (Fernsehserie, Episode 6x18)
- 2015: Larry Gaye – völlig abgehoben! (Larry Gaye: Renegade Male Flight Attendant)
- 2016: Superkids (Time Toys)
- 2017: Actors Anonymous
- 2017: The Babysitter

### Kameramann
- 2019: Trap (Kurzfilm)
- 2020: To the Beat!: Back 2 School